# Człowiek o tysiącu twarzy (film 1957)
Człowiek o tysiącu twarzy (ang. Man of a Thousand Faces) – amerykański film z 1957 roku w reżyserii Josepha Pevneya.

## Nagrody i nominacje
| Nazwa nagrody | Wygrane            | Nominacje |
| Oscar         | 1958 bez rezultatu | 1958 Najlepsze oryginalne materiały do scenariusza i scenariusz Ben Roberts, Ivan Goff, R. Wright Campbell, Ralph Wheelwright |